# Dmitrij Chlestow
Dmitrij Aleksiejewicz Chlestow (ros. Дмитрий Алексеевич Хлестов, ur. 21 stycznia 1971 w Moskwie) – rosyjski piłkarz, reprezentant WNP i Rosji.
Występuje na pozycji obrońcy. Jego pierwszą drużyną był zespół juniorów Smieny Moskwa. W 1989 został zawodnikiem Spartaka Moskwa, z którym był związany przez większą część kariery i z którym zdobył największe sukcesy: 7-krotnie Mistrzostwo Rosji (1992, 1993, 1994, 1997, 1998, 1999, 2000) i 3-krotnie Puchar Rosji (1992, 1994, 1998). Po pobycie w tureckim Beşiktaşu JK na krótko powrócił do Spartaka, a następnie grał w drużynach Torpeda-Metałłurga Moskwa (Puchar Rosji w 2003), Sokoła Saratów, a od 2006 jest zawodnikiem Spartaka Szczełkowo. W 1992 rozegrał 3 mecze w reprezentacji WNP. Od 1992 do 2002 występował w rosyjskiej drużynie narodowej. Zaliczył w niej 49 występów. W 1994 uczestniczył w mistrzostwach świata w USA.